# 小行星10334
小行星10334（10334 Gibbon）是一颗绕太阳运转的小行星，为主小行星带小行星。该小行星于1991年8月发现。

## 轨道参数
小行星10334的轨道半长轴为430 310 532 km（2.8764073 UA），离心率为0.07。